# Unione Sportiva Pro Italia Galatina 1983-1984
Questa voce raccoglie le informazioni riguardanti  l'Unione Sportiva Pro Italia Galatina nelle competizioni ufficiali della stagione 1983-1984.

## Rosa
| N. |                   | Ruolo | Calciatore               |
| -- | ----------------- | ----- | ------------------------ |
|    | Italia (bandiera) | A     | Alfonso Alampi           |
|    | Italia (bandiera) | C     | Cosimo Arsenio           |
|    | Italia (bandiera) | A     | Fortunato Cappellaccio   |
|    | Italia (bandiera) | C     | Piero Caputo             |
|    | Italia (bandiera) | C     | Sandro Dell'Uomo D'Arme  |
|    | Italia (bandiera) | C     | Giovanni De Pasquale     |
|    | Italia (bandiera) | D     | Raffaele Di Giacomo      |
|    | Italia (bandiera) | C     | Raffaele Di Lisio        |
|    | Italia (bandiera) | C     | Carlo Durante            |
|    | Italia (bandiera) | D     | Francesco Paolo Esposito |
|    | Italia (bandiera) | A     | Cosimo Francioso         |
|    | Italia (bandiera) | C     | Salvatore Galati         |

| N. |                   | Ruolo | Calciatore          |
| -- | ----------------- | ----- | ------------------- |
|    | Italia (bandiera) | D     | Vincenzo Giumentaro |
|    | Italia (bandiera) |       | Greco               |
|    | Italia (bandiera) | D     | Mario Guadalupi     |
|    | Italia (bandiera) | P     | Filippo De Lorenzo  |
|    | Italia (bandiera) | D     | Antonello Notaro    |
|    | Italia (bandiera) |       | Patera              |
|    | Italia (bandiera) |       | Russo               |
|    | Italia (bandiera) | P     | Domenico Torre      |
|    | Italia (bandiera) | A     | Maurizio Uzzi       |
|    | Italia (bandiera) | D     | Mauro Valentino     |
|    | Italia (bandiera) | D     | Paolo Vigneri       |
|    | Italia (bandiera) | A     | Giuseppe Zarbano    |